# Ángyán János (kémikus)
Ángyán János (Pécs, 1956. július 14. – Párizs, 2017. január 22.) franciaországi magyar vegyészprofesszor, a Magyar Tudományos Akadémia (Kémiai Tudományok Osztálya) külső tagja (2016).

## Életútja
Az Eötvös Loránd Tudományegyetem Természettudományi Karán volt kémia szakos hallgató és 1980-ban diplomázott. Még egyetemi hallgatóként Párizsba ment és molekulamodellezéssel, valamint kvantumkémiával foglalkozott. 1985-ben társszerzőként írta az Applied Quantum Chemistry (Alkalmazott kvantumkémia) tankönyvet. 1989-től több külföldi egyetemen kutatott (Toronto, Párizs, Stuttgart, Bonn, Nancy). Molekuláris elektrosztatikával és az oldószerhatás kvantumkémiai modellezésével, a zeolitok szimulációjával foglalkozott.
1991-től haláláig családjával Nancy-ban élt és kutatott a Francia Nemzeti Tudományos Kutató Központban (Centre national de la recherche scientifique, CNRS).
1996-ban habilitált a Nancy Egyetemen. 2000-ben kutatóprofesszor lett a Francia Nemzeti Tudományos Kutató Központban (Centre national de la recherche scientifique, CNRS) és ugyanebben az évben a Bécsi Egyetem vendégprofesszora is volt egy évig. Pályafutása nagy részét Nancy-ban töltötte, ahol 2005-től külön kutatócsoportja is volt. 
Az ELTE Kémia Intézetében rendszeresen tartott előadást, valamint a veszprémi Pannon Egyetemen is. 
Közel 140 publikációja jelent meg, jelenleg[mikor?] is aktívan idézik munkásságát 
Temetésére 2017. január 31-én került sor a Fiumei úti sírkertben.

## Családja
Édesapja orvos, édesanyja vegyészmérnök volt. 1980-ban nősült, felesége dr. Péchy Mária Mercedesz. Házasságukból kilenc gyermek született.

## Díjai
- Kajtár Márton-emlékérem (2015)